# Zamarada iobathra
Zamarada iobathra là một loài bướm đêm trong họ Geometridae.